# Almindelig mælkeurt
Almindelig mælkeurt (Polygala vulgaris) er en flerårig urt med en opstigende vækst. Blomsterne sidder i et endestillet nøgle og er oftest blå eller purpur, sjældnere hvide. Planten er blandt de karakteristiske for tørre, let sure overdrev.

## Kendetegn
Almindelig mælkeurt er en flerårig, urteagtig plante med nedliggende eller opstigende vækst. Stænglerne er glatte og runde i tværsnit, og de bærer spredt stillede blade. Bladene er smalle, dvs. lancetformede eller omvendt ægformede med hel rand. Begge bladsider er græsgrønne. Blomstringen foregår i juni-august, hvor man finder blomsterne siddende i endestillede nøgler. De enkelte blomster er ensidigt symmetriske (og minder meget om ærteblomster i bygningen) med blå eller - sjældnere - lyserøde eller hvide kronblade. Frugten er en hængende, omvendt hjerteformet kapsel, der er omgivet af de blivende bægerblade.
Rodsystemet består af en tynd pælerod, hvorfra der udspringer både rødder og stængler.
Planten bliver ca. 15 cm høj og ca. 25 cm bred.

## Hjemsted
Almindelig mælkeurt er udbredt i det meste af Europa, men mod syd dog kun i bjergene. Arten hører hjemme i lyse fyrreskove, i enge med svingende fugtighed, i klitter, på heder og på tørre overdrev. På limfjordsøen fur findes arten i vegetationen på artsrige overdrev og græsheder med let til egentlig sur bund. Her optræder den sammen med bl.a. kattefod, tandbælg, bjergrørhvene, bølget bunke, fåresvingel, hirsestar, hundeviol, hvid sækspore, katteskæg, klokkeensian, kratfladbælg, lyngsnerre, lyngstar, lægeærenpris, mosetroldurt, pillestar, plettet kongepen, prikbladet perikon, rød svingel, smalbladet rapgræs, tormentil, vellugtende gulaks og volverlej

## Galleri
|  |  |
|  |  |

## Note
1. ↑  Carsten Kristensen: Fur Flora